# Acworth, New Hampshire

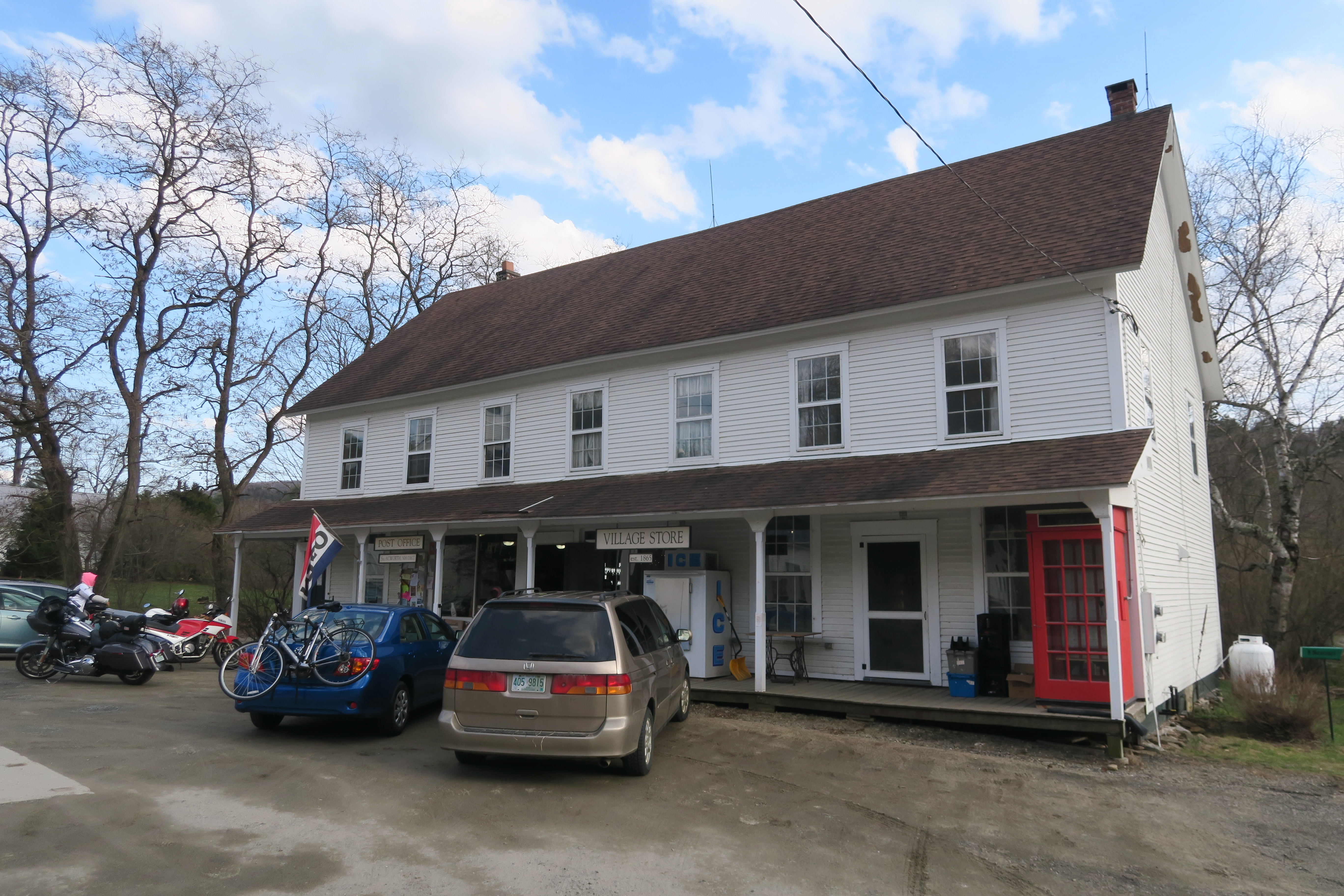

Acworth är en kommun (town) i Sullivan County i den amerikanska delstaten New Hampshire med 836 invånare (2000). Den har enligt United States Census Bureau en area på 101,3 km².

## Kända personer från Acworth
- Urban A. Woodbury, guvernör i Vermont 1894-1896